# Arsenic trisulfide
Arsenic trisulfide là một hợp chất vô cơ có thành phần gồm hai nguyên tố asen và lưu huỳnh, với công thức hóa học được quy định là As2S3. Hợp chất này tồn tại dưới dạng chất rắn màu vàng tươi, không hòa tan trong nước. Nó cũng tồn tại như một loại khoáng vật là thư hoàng, và được sử dụng như một chất màu gọi là màu vàng của vua. Hợp chất này được sản xuất trong phân tích các hợp chất asen. Nó thuộc một nhóm V/VI, chất bán dẫn loại p và thể hiện các đặc tính thay đổi hình ảnh. Một hợp chất khác, có thành phần tương tự là asen sulfide, công thức hóa học là As4S4 (hay AsS), một chất rắn màu đỏ, là một khoáng vật tự nhiên (chứa nhiều trong realgar).

## Ứng dụng

### Y tế
As2S3 và As4S4 đã được nghiên cứu để điều trị bệnh bạch cầu cấp tính bạch cầu (APL)). Cách thức hợp chất này hoạt động được cho là tương tự As2O3.

## An toàn
As2S3 không hòa tan do đó nó có mức độc tính thấp. Các mẫu "già" có thể chứa một lượng đáng kể các arsenic oxide, chúng có thể hòa tan và do đó rất độc.

## Sự xuất hiện tự nhiên
Hợp chất này được tìm thấy trong môi trường núi lửa, thường cùng với các arsenic sulfide khác, chủ yếu dưới dạng khoáng vật hùng hoàng. Đôi khi nó được tìm thấy trong các tĩnh mạch thủy nhiệt có nhiệt độ thấp, cùng với một số khoáng chất sulfide và sunfosalt khác.